# 宮内庁管理部
管理部（かんりぶ）は、宮内庁の内部部局のひとつ。宮内庁が所有する施設の管理を担当している。
宮内庁全体の組織管理は長官官房が担っている。

## 事務
指定職5号俸の管理部長を長とし、皇居とその内部にある吹上御苑と皇居東御苑（国民公園の皇居外苑は除く）、御用邸、御料車などに関わる管理事務を行う。
車馬課の自動車班には資格を持った職員が所属しており、御料車の整備や車検は外部に委託せず庁内の整備工場（関東運輸局東京運輸支局管轄）で行っている。

## 組織
- 管理課
- 工務課
- 庭園課
- 大膳課
- 車馬課
- 宮殿管理官
- 那須御用邸管理事務所
- 須崎御用邸管理事務所
- 葉山御用邸管理事務所
- 皇居東御苑管理事務所

## 著名な職員
- 秋山徳蔵 - 元宮内省および宮内庁主厨長。大正天皇、昭和天皇に仕えた。『天皇の料理番』で知られる。
- 谷部金次郎 - 元大膳課和食担当。昭和天皇に仕えた。
- 渡辺誠 - 元大膳課厨司。西洋料理担当。皇太子徳仁親王に主厨として仕えた。